# James J. Tietjen
James J. Tietjen (1933 - 10 de agosto de 2016) foi decano do Wesley J. Howe School of Technology Management no Stevens Institute of Technology de 1996 a 2000, e foi presidente e CEO da SRI International de 1990 a 1994.